# Wydział Fizyki i Astronomii Uniwersytetu Wrocławskiego
Wydział Fizyki i Astronomii Uniwersytetu Wrocławskiego – jeden z 12 wydziałów Uniwersytetu Wrocławskiego powstały w 1996 roku w wyniku reorganizacji Wydziału Matematyki i Fizyki i podzielenia go na wyżej wymieniony oraz Wydział Matematyki i Informatyki Uniwersytetu Wrocławskiego. Kształci studentów na trzech podstawowych kierunkach zaliczanych do nauk przyrodniczych, na studiach stacjonarnych. Aktualnie wydział nie prowadzi studiów niestacjonarnych.
W ramach wydziału znajdują się 3 instytuty. Aktualnie zatrudnionych jest 120 pracowników naukowo-dydaktycznych (z czego 21 na stanowisku profesora zwyczajnego, 11 na stanowisku profesora nadzwyczajnego i adiunkta ze stopniem doktora habilitowanego, 64 na stanowisku doktora habilitowanego, 12 na stanowisku doktora).
Wydział współpracuje również z emerytowanymi profesorami, których autorytet wspiera zarówno proces dydaktyczny, jak i przede wszystkim wymianę międzynarodową.
Według stanu na 2011 rok na wydziale studiuje łącznie 396 studentów (w tym 58 na astronomii, 238 na fizyce i 100 na fizyce technicznej) oraz 51 doktorantów, odbywających studia doktoranckie w ramach Wydziałowego Studium Doktoranckiego

## Historia
Po przejęciu Wrocławia przez władze polskie utworzono Uniwersytet Wrocławski, w ramach którego działał do 1995 roku Wydział Matematyki, Fizyki i Chemii. W 1995 roku został on podzielony na 2 jednostki naukowo-dydaktyczne: Wydział Chemii i Wydział Matematyki i Fizyki. Na tym drugim wydziale studenci mogli pobierać naukę na takich kierunkach jak: astronomia, matematyka, fizyka i informatyka.
Ostatnia jak dotychczas reorganizacja Wydziału nastąpiła w 1996 roku. Wydzielono wtedy Wydział Matematyki i Informatyki i utworzono nowy Wydział Fizyki i Astronomii, w ramach którego aktualnie działają: Instytut Astronomiczny, Instytut Fizyki Doświadczalnej, a także Instytut Fizyki Teoretycznej.

## Władze Wydziału
W kadencji 2020–2024:
| Stanowisko                                       | Imię i nazwisko              |
| ------------------------------------------------ | ---------------------------- |
| Dziekan                                          | prof. dr hab. Michał Tomczak |
| Prodziekan ds. dydaktycznych                     | dr hab. Robert Kucharczyk    |
| Prodziekan ds. studenckich i infrastrukturalnych | dr hab. Krzysztof Graczyk    |

### Poczet dziekanów
Dziekanami Wydziału byli:
Wydział Matematyki, Fizyki i Chemii
- prof. dr hab. Hugo Steinhaus (1945–1947)
- prof. dr hab. Eugeniusz Rybka (1947–1950)
- prof. dr hab. Włodzimierz Trzebiatowski (1950–1951)
- prof. dr hab. Eugeniusz Rybka (1951–1953)
- prof. dr hab. Jerzy Słupecki (1953–1955)
- prof. dr hab. Antoni Opolski (1955–1956)
- prof. dr hab. Julian Perkal (1956–1957)
- prof. dr hab. Bogusława Jeżowska-Trzebiatowska (1957–1962)
- prof. dr hab. Jan Łopuszański (1963–1964)
- prof. dr hab. Czesław Ryll-Nardzewski (1964–1966)
- prof. dr hab. Jan Rzewuski (1966–1968)
- prof. dr hab. Zbigniew Sidorski (1969–1971)
- prof. dr hab. Lucjan Sobczyk (1971–1975)
- prof. dr hab. Stanisław Wajda (1975–1980)
- prof. dr hab. Jan Mozrzymas (1981–1984)
- prof. dr hab. Roman Duda (1984–1986)
- prof. dr hab. Władysław Narkiewicz (1986–1990)
- prof. dr hab. Andrzej Pękalski (1990–1996)

Wydział Fizyki i Astronomii
- prof. dr hab. Stefan Mróz (1996–2002)
- prof. dr hab. Henryk Cugier (2002–2008)
- prof. dr hab. Robert Olkiewicz (2008–2012)
- prof. dr hab. Antoni Ciszewski (2012–2020)
- prof. dr hab. Michał Tomczak (od 2020)

## Kierunki kształcenia
Wydział Fizyki i Astronomii prowadzi następujące kierunki studiów:
- Studia licencjackie (pierwszego stopnia) i magisterskie (drugiego stopnia) na trzech kierunkach w ramach których studenci mają do wyboru jedną z wielu specjalności[9]:
  - astronomia
  - fizyka
    - ekonofizyka
    - fizyka doświadczalna
    - fizyka komputerowa
    - fizyka medyczna
    - fizyka nauczycielska
    - fizyka nowych materiałów
    - fizyka teoretyczna
    - nauczanie matematyki i fizyki
    - technologie informatyczne
    - modelowanie układów biologicznych

  - fizyka techniczna
    - dozymetria i ochrona radiologiczna
    - stosowana fizyka ciała stałego
    - fizyka medyczna
- Przy wydziale funkcjonuje Podyplomowe Studium dla Nauczycieli "Komputery w nauczaniu fizyki".
- Studia doktoranckie (trzeciego stopnia) w następujących dziedzinach:
  - fizyka
  - astronomia
- Wydział ma uprawnienia do nadawania następujących stopni naukowych[10]:
  - doktora nauk fizycznych w zakresie: fizyki, astronomii,
  - doktora habilitowanego nauk fizycznych w zakresie: fizyki i astronomii.

## Struktura organizacyjna

### Instytut Astronomiczny
Dyrektor: dr hab. Robert Falewicz
- Zakład Astrofizyki i Astronomii Klasycznej
- Zakład Heliofizyki i Fizyki Kosmicznej

### Instytut Fizyki Doświadczalnej
Dyrektor: dr hab. Leszek Markowski
- Zakład Elektroniki Emisyjnej
- Zakład Fizyki Jądrowej i Dielektryków
- Zakład Fizyki Powierzchni i Nanomateriałów
- Zakład Nanooptyki i Nanostruktur
- Zakład Nauczania Fizyki
- Zakład Spektroskopii Elektronowej

### Instytut Fizyki Teoretycznej
Dyrektor: dr hab. Andrzej Frydryszak
- Zakład Fizyki Neutrin
- Zakład Informatyki Stosowanej i Fizyki Statystycznej
- Zakład Metod Matematycznych Fizyki
- Zakład Teorii Cząstek Elementarnych
- Zakład Teorii Grawitacji i Oddziaływań Fundamentalnych

## Galeria

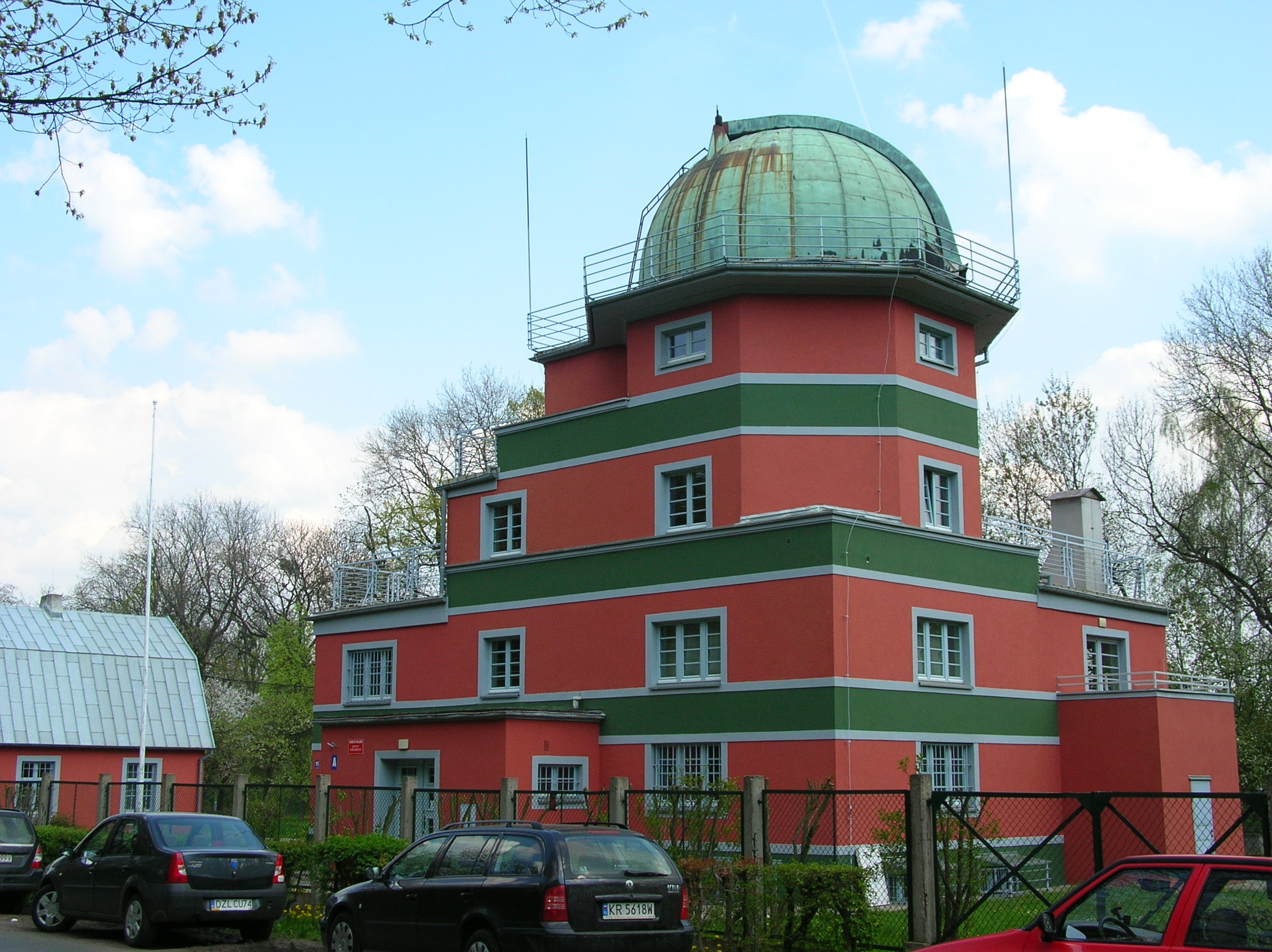
Instytut Astronomii
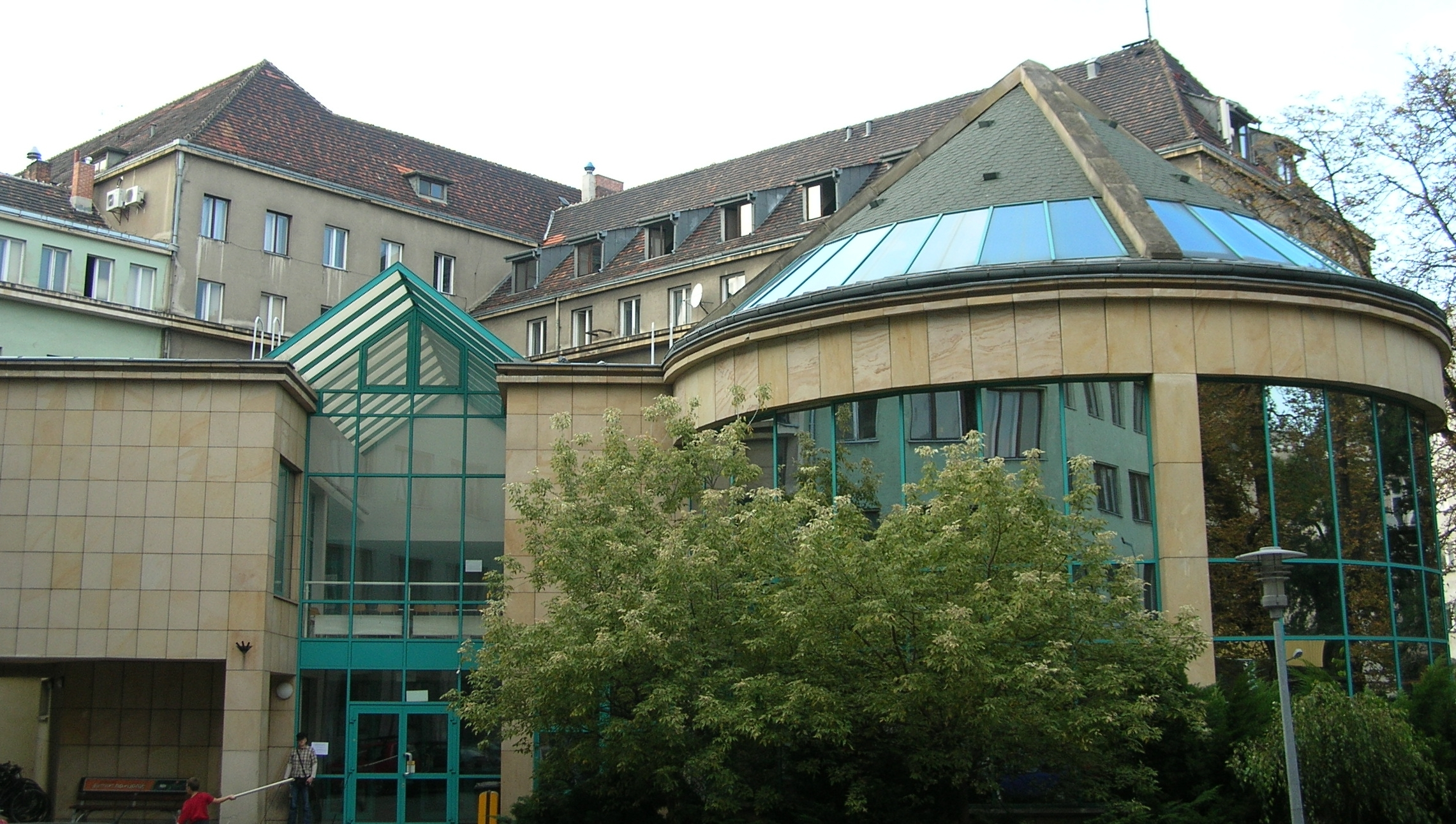
Widok na Bibliotekę WFiA oraz Instytuty Fizyki: Doświadczalnej i Teoretycznej